# Рославльское сельское поселение
Рославльское сельское поселение — упразднённое муниципальное образование в составе Рославльского района Смоленской области России.
Административный центр — деревня Крапивенский-1.
Главой поселения и Главой администрации является Захаров Олег Фёдорович .

## Географические данные
- Общая площадь: 95,3 км²
- Расположение: северо-западная часть Рославльского района
- Граничит:
  - на северо-востоке — с  Костырёвским сельским поселением
  - на востоке — с  Кирилловским сельским поселением
  - на юге — с  Остёрским сельским поселением
  - на юго-западе — с  Рославльским городским поселением
  - на западе — с  Хорошовским сельским поселением
  - на севере — с  Починковским районом
- Крупные реки: Остёр, Острик.
- По территории поселения проходит автомобильная дорога А141 Орёл — Витебск.
- По территории поселения проходит железная дорога Рославль — Смоленск, имеется станция Крапивенская.

## Население
| 2011 | 2012 | 2013 | 2014 | 2015 | 2016 | 2017 |
| ---- | ---- | ---- | ---- | ---- | ---- | ---- |
| 816  | ↗818 | ↘775 | ↘770 | ↘745 | ↘728 | ↘717 |
| 2018 | 2019 |      |      |      |      |      |
| ↘708 | ↘691 |      |      |      |      |      |

## Населённые пункты
На территории поселения находилось 16 населённых пунктов.
- Крапивенский-1, деревня
- Андреевка, деревня
- Быковка, деревня
- Васьково, деревня
- Глинки, деревня
- Доротовка, деревня
- Ермолино, деревня
- Козловка, деревня
- Крапивенский-2, деревня
- Михайловка, деревня
- Осиновка, деревня
- Профилакторий ЗИЛ, деревня
- Старинка, деревня
- Холуповка, деревня
- Хоськи, деревня
- Шкуратовка, деревня

## Экономика
Сельхозпредприятия, магазины.